# Festival of Britain
Das Festival of Britain war eine Nationalausstellung, die im Sommer 1951 im Vereinigten Königreich durchgeführt wurde. Das Festival wurde von der britischen Regierung organisiert, um britische Beiträge zu Wissenschaft, Technologie, Design, Architektur und Künsten einer breiten Öffentlichkeit zu präsentieren. Zentraler Veranstaltungsort war die South Bank an der Themse in London.

## Geschichte

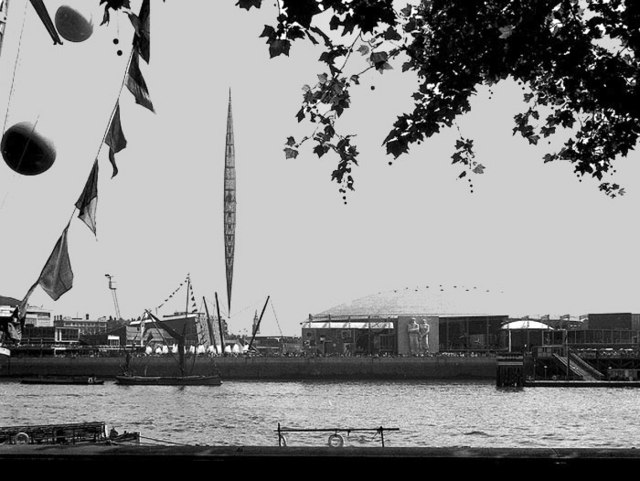
Skylon und der „Dome of Discovery“

Die Nationalausstellung von 1951 sollte an die erste Weltausstellung von 1851, die Great Exhibition erinnern und war ursprünglich für 1943 geplant. Durchgeführt wurde die Ausstellung allerdings erst nach dem Zweiten Weltkrieg im Jahr 1951 in der Regierungszeit von Premierminister Clement Attlee. Der Fokus der Ausstellung verschob sich dabei weg vom internationalen Handel hin zur Förderung der britischen Identität und hin zu einem Forum für die inländische Industrie. Zum Vorsitzenden des Planungskomitees wurde der ehemalige Innenminister Herbert Stanley Morrison berufen. Als Ratgeber wurden u. a. der Dichter T. S. Eliot und der Schauspieler John Gielgud ernannt. Architektonischer Leiter war der Künstler und Autor Hugh Casson (1910–1999).
In nur 22 Monaten wurde die heruntergekommene Dockside South Bank an der Themse in ein buntes Ausstellungsgelände verwandelt. Das Festival of Britain verzeichnete mehr als 8 Millionen Besucher. Als Attraktionen präsentiert wurden u. a. der „Dome of Discovery“, ein futuristischer Riesenbau mit Planetarium und der „Skylon“, eine rund hundert Meter hohe, raketen- oder raumschiffartige Skulptur. In den Festival Pleasure Gardens beförderte eine von Rowland Emett entworfene Miniaturbahn, die „Far Tottering and Oyster Creek Branch Railway“, auf einer Strecke von circa 530 m über 2 Millionen Fahrgäste.

## Nachnutzung
Die am 3. Mai 1951 eröffnete Royal Festival Hall war ein Beitrag des London County Council an das Festival of Britain und das einzige auf Dauer errichtete Gebäude.